# Съпруги на руски монарси

## Съпруги на московски князе
| Име                         | Име до брака                               | Портрет | Живяла (от-до)    | Съпруг                     | Дата на сватбата | Деца от брака              | Умира като                                                        |
| --------------------------- | ------------------------------------------ | ------- | ----------------- | -------------------------- | ---------------- | -------------------------- | ----------------------------------------------------------------- |
| Мария                       |                                            |         |                   | Даниил Московски           |                  | наследник, синове и дъщери |                                                                   |
| Агафя-Кончака               |                                            |         | (?-1318)          | Юрий III                   | 1317             | няма                       | умира приживе на съпруга си, вероятно отровена                    |
| Соломонида                  |                                            |         | (?-1331)          | Иван I, 1-ва съпруга       |                  | наследник, синове и дъщери | умира приживе на мъжа си                                          |
| Уляна                       |                                            |         |                   | —"— 2-ра съпруга           | 1332             |                            | умира като вдовица                                                |
| Анастасия Гедиминовна       |                                            |         | (?-1345)          | Симеон Горди, 1-ва съпруга | 1333             | двама сина                 | умира в манастир                                                  |
| Евпраксия Фьодоровна        |                                            |         | (?-1348)          | —"— 2-ра съпруга           | 1345             | няма                       | няколо месеца след сватбата е върната на баща ѝ е омъжена за друг |
| Мария Александровна Тверска |                                            |         | (?-1399)          | —"— 3-та съпруга           | 1347             | синове                     | след смъртта на съпруга си се замонашва                           |
| Феодося Дмитриевна Брянска  |                                            |         | (?-1342)          | Иван II, 1-ва съпруга      | 1341             | ?                          | умира от чума                                                     |
| Александра Ивановна,        |                                            |         | (?-1364)          | —"— 2-ра съпруга           | 1345             | наследник, синове и дъщери | след смъртта на съпруга си се замонашва                           |
| Евдокия Дмитриевна          |                                            |         | (ок.1353 – 1407)  | Дмитрий Донски             | 1367             | наследник, синове и дъщери | след смъртта на съпруга си се замонашва                           |
| Софя Витовтовна             |                                            |         | (1371 – 1453)     | Василий I Дмитриевич       | 1390             | наследник, синове и дъщери | надживява мъжа си                                                 |
| Мария Ярославовна           |                                            |         | (?-1484)          | Василий II Тьомни          | 1433             | наследник, синове и дъщери | след смъртта на съпруга си се замонашва под името Марфа           |
| Мария Борисовна Тверска     | Мария Борисовна Александровна Тверска      |         | (?-1467)          | Иван III, 1-ва супруга     | 1452             | един син                   | умира приживе на съпруга си, предполага се, че е отровена         |
| София Палеологина           | Зоя Палеологона или София Фомична Палеолог |         | (?-1503)          | —"— 2-ра съпруга           | 1472             | наследник, синове и дъщери | умира приживе на съпруга си                                       |
| Соломония Сабурова          | Соломония Юриевна Сабурова                 |         | (ок. 1490 – 1542) | Василий III, 2-ра съпруга  | 1526             | един син                   | насилствено замонашена, умира като монахиня с името София         |
| Елена Глинская              | Елена Василиевна Глинская                  |         | (1508 – 1538)     | Василий III, 2-ра съпруга  | 1526             | наследник                  | умира като вдовица                                                |

## Съпруги на руски царе
| Име                        | Име до брака                         | Портрет | Живяла (от-до)      | Съпруг                              | Дата на сватбата | Деца от брака                                | Умира като                                                           |
| -------------------------- | ------------------------------------ | ------- | ------------------- | ----------------------------------- | ---------------- | -------------------------------------------- | -------------------------------------------------------------------- |
| Анастасия Романовна        | Анастасия Романовна Захарина-Юриевна |         | (?-1560)            | Иван Грозни, 1-ва канонична съпруга | 1547             | наследник, синове и дъщери                   | умира приживе на съпруга си                                          |
| Мария Темрюковна           | Мария Кученей                        |         | (?-1569)            | Иван Грозни, 2-ра канонична съпруга | 1561             |                                              | умира приживе на съпруга си                                          |
| Марфа Собакина             | Марфа Василевна Собакина             |         | (?-1571)            | Иван Грозни, 3-та канонична съпруга | 1571             |                                              | умира две седмици след сватбата                                      |
| Анна Колтовская            | Анна Ивановна Колтовская             |         | (?-1627)            | Иван Грозни, 4-та канонична съпруга | 1572             |                                              | насилствено замонашена                                               |
| Анна Василчикова           | Анна Васильчикова                    |         | (?-1576)            | Иван Грозни, 5-а некнонична съпруга | 1575             |                                              | насилствено замонашена, умира приживе на Иван Грозни                 |
| Василиса Мелентева         | Василиса Мелентьева                  |         | (?-1580)            | Иван Грозни, 6-а некнонична съпруга | 1579             |                                              | умира приживе на Иван Грозни, според някои е убита по негова заповед |
| Мария Нагая                | Мария Фьодоровна Нагая               |         | (?-1608)            | Иван Грозни, 7-а некнонична съпруга | 1581             |                                              | насилствено замонашена след смъртта на сина ѝ                        |
| Ирина Годунова             | Ирина Фьодоровна Годунова            |         | (1557 – 1603)       | Фьодор I,                           | 1580 или 1581    | едно момиче, което почива рано               | умира като монахияня с монашеското име Александра                    |
| Мария Скуратова-Белская    | Мария Григориевна Скуратова-Белская  |         | (?-1605)            | Борис Годунов,                      | 1571 или 1572    | син и дъщеря                                 | убита заедно със сина си                                             |
| няма съпруга               |                                      |         |                     | Фьодор II                           |                  |                                              |                                                                      |
| Марина Мнишех              | Марина Мнишховна                     |         | (около 1588 – 1614) | Лъже-Дмитрий I,                     | 1606             | един син                                     | убита заедно със сина си                                             |
| Елена Репнина              | Елена Михайловна Репнина             |         | (?-1592)            | Василий Шуйски, 1-ва съпруга        | ?                | няма дъщери                                  | умира преди възцаряването на съпруга си                              |
| Мария Буйносова-Ростовская | Мария Петровна Буйносова-Ростовская  |         | (?-1626)            | Василий Шуйски, 2-ра съпруга        | 1608             | дъщери                                       | насилстено замонашена, умира в манастир през 1624                    |
| Мария Долгорукова          | Мария Владимировна Долгорукова       |         | (1601 – 1625)       | Михаил I, 1-ва съпруга              | 1624             | едно дете                                    | умира при раждането на детето си през 1625                           |
| Евдокия Стрешньова         | Евдокия Лукяновна Стрешньова         |         | (1608 – 1645)       | Михаил I, 2-ра съпруга              | 1626             | тринадесет деца                              | умира като вдовица през 1645                                         |
| Мария Милославская         | Мария Илиничная Милославская         |         | (1625 – 1664)       | Алексей, 1-ва съпруга               | 1648             | десет деца                                   | умира приживе на съпруга си през 1669                                |
| Наталия Наришкина          | Наталия Кириловна Наришкина          |         | (1654 – 1694)       | -"-, 2-ра съпруга                   | 1671             | син и две дъщери                             | умира като вдовица 1694                                              |
| Агафя Грушецкая            | Агафя Семьоновна Грушецкая           |         | (?-1681)            | Фьодор III, 1-ва съпруга            | 1684             | няма деца                                    | умира като вдовица 1737                                              |
| Марфа Апраксина            | Марфа Матвеевна Апраксина            |         | (1664 – 1715)       | Фьодор III, 2-ра съпруга            | 1680             | син                                          | умира при раждане 1681                                               |
| Прасковя Салтикова         | Прасковя Фьодоровна Салтикова        |         | (1664 – 1723)       | Иван V,                             | 1684             | пет дъщери, една от които бъдеща императрица | умира като вдовица 1698                                              |
| Евдокия Лопухина           | Евдокия Фьодоровна Лопухина          |         | (1669 – 1731)       | Петър I, 1-ва съпруга               | 1689             | синове, в т.ч. предполагаем наследник        | подстригана за монахиня през 1698                                    |

## Съпруги на руски императори
| Име                   | Име до брака                                                 | Портрет | Живяла (от-до) | Съпруг                                | Дата на сватбата | Деца от брака                            | Умира като |
| --------------------- | ------------------------------------------------------------ | ------- | -------------- | ------------------------------------- | ---------------- | ---------------------------------------- | --- |
| Екатерина I           | Марта Скавронска                                             |         | (1684 – 1727)  | —"— 2-ра съпруга                      | 1712             | синове починали в детска възраст, дъщери | починала като самостоятелно управлявала императрица                                                                   |
| няма съпруга          |                                                              |         |                | Петър II                              |                  |                                          | |
| няма съпруга          |                                                              |         |                | Иван VI                               |                  |                                          | |
| Екатерина II          | София Фредерика Августа фон Анхалт-Цербст                    |         | (1729 – 1796)  | Петър III                             | 1745             | наследник, дъщеря                        | починала като самостоятелно управлявала императрица                                                                   |
| Наталия Алексеевна    | Вилхелмина Луиза фон Хесен-Дармщат                           |         | (1755 – 1776)  | Павел I, 1-ва съпруга                 | 1773             | няма деца                                | умира като велика княгиня                                                                                             |
| Мария Фьодоровна      | София Доротея Августа Луиза Вюртембергска                    |         | (1759 – 1828)  | —"— 2-ра съпруга                      | 1776             | наследник, дъщери и синове               | умира като вдовстваща императрица                                                                                     |
| Елизавета Алексеевна  | Луиза Мария Августа фон Баден                                |         | (1779 – 1826)  | Александър I                          | 1793             | само дъщери                              | умира като вдовстваща императрица                                                                                     |
| Александра Фьодоровна | Фредерика Луиза Вилхелмина Шарлота Пруска                    |         | (1798 – 1860)  | Николай I                             | 1817             | наследник, дъщери и синове               | умира като вдовстваща императрица                                                                                     |
| Мария Александровна   | Максимилиана Вилхелмина Августа София Мари фон Хесен-Дармщат |         | (1824 – 1880)  | Александър II 1-ва съпруга            | 1841             | наследник, дъщери и синове               | починала преди съпруга си                                                                                             |
| Екатерина Долгорукова | Екатерина Михайловна Долгорукова                             |         | (1847 – 1922)  | —"— 2-ва съпруга. Морганатически брак | 1880             | дъщеря, синове                           | в емиграция, съхранявайки титлата си до смъртта                                                                       |
| Мария Фьодоровна      | София Фредерика Дагмар Шлезвиг-Холщайин-Зондербург-Глюксбург |         | (1847 – 1928)  | Александър III                        | 1866             | наследник, дъщери и синове               | от 1917 г. в Русия е „гражданката Романова“, в емиграция съхранява титлата си на вдовстваща императрица до смъртта си |
| Александра Фьодоровна | Виктория Алиса Елена Луиза Беатрис фон Хесен-Дармщат         |         | (1872 – 1918)  | Николай II                            | 1894             | наследник Алексей Николаевич и дъщери    | убита след отказа на мъжа ѝ от престола                                                                               |